# Acanthogyrus indica
Acanthogyrus indica är en hakmaskart som först beskrevs av R.C. Tripathi 1959.  Acanthogyrus indica ingår i släktet Acanthogyrus och familjen Quadrigyridae. Inga underarter finns listade i Catalogue of Life.